# Ceratizit-WNT Pro Cycling Team/Saison 2022
Diese Liste beschreibt die Mannschaft und die Siege des Radsportteams Ceratizit-WNT Pro Cycling in der Saison 2022.

## Mannschaft
| Teamkader 2022            | Teamkader 2022    | Teamkader 2022         | Teamkader 2022                    |
| Name                      | Geburtsdatum      | Land                   | Vorheriges Team                   |
| ------------------------- | ----------------- | ---------------------- | --------------------------------- |
| Camilla Alessio           | 23. Juli 2001     | Italien                | Bepink (2021)                     |
| Sandra Alonso             | 19. August 1998   | Spanien                | Bizkaia-Durango (2021)            |
| Katie Archibald           | 12. März 1994     | Vereinigtes Königreich | Wiggle High5 (2018)               |
| Laura Asencio             | 14. Mai 1998      | Frankreich             | DN Auvergne-Rhône Alpes (2018)    |
| Franziska Brauße          | 20. November 1998 | Deutschland            |                                   |
| Lisa Brennauer            | 8. Juni 1988      | Deutschland            | Wiggle High5 (2018)               |
| Lana Eberle               | 28. November 2003 | Deutschland            |                                   |
| Martina Fidanza           | 5. November 1999  | Italien                | Isolmant-Premac-Vittoria (2021)   |
| Maria Giulia Confalonieri | 30. März 1993     | Italien                | Valcar Cylance (2019)             |
| Marta Lach                | 26. Mai 1997      | Polen                  | CCC-Liv (2020)                    |
| Lea Lin Teutenberg        | 2. Juli 1999      | Deutschland            |                                   |
| Hanna Nilsson             | 16. Februar 1992  | Schweden               | Lotto Soudal Ladies (2021)        |
| Lizbeth Salazar           | 8. Dezember 1996  | Mexiko                 | A.R. Monex Women's (2021)         |
| Kathrin Schweinberger     | 29. Oktober 1996  | Österreich             | Doltcini-Van Eyck-Proximus (2021) |
| Clea Seidel               | 12. August 2002   | Deutschland            |                                   |
| Lara Vieceli              | 16. Juli 1993     | Italien                | Astana Women's Team (2018)        |
|                           |                   |                        |                                   |
| Quelle: UCI               |                   |                        |                                   |

## Siege
| Siege    | Siege                                                                    | Siege       | Siege  | Siege                     | Siege |
| Datum    | Rennen                                                                   | Staat       | Klasse | Siegerin                  |       |
| -------- | ------------------------------------------------------------------------ | ----------- | ------ | ------------------------- | ----- |
| 7. Mai   | Tour de Bretagne féminin, 5. Etappe                                      | Frankreich  | 2.1    | Marta Lach                |       |
| 24. Jun. | Deutsche Meisterschaften im Straßenradsport, Einzelzeitfahren der Frauen | Deutschland | CN     | Lisa Brennauer            |       |
| 3. Aug.  | Tour of Uppsala, 2. Etappe                                               | Schweden    | 2.1    | Hanna Nilsson             |       |
| 26. Aug. | Giro della Toscana Femminile – Memorial Michela Fanini, 1. Etappe        | Italien     | 2.2    | Martina Fidanza           |       |
| 17. Sep. | Tour de la Semois, Gesamtwertung                                         | Belgien     | 2.2    | Maria Giulia Confalonieri |       |
| 9. Okt.  | Tour de Romandie féminin, 3. Etappe                                      | Schweiz     | 2.WWT  | Marta Lach                |       |

## UCI-Weltranglisten-Platzierungen
| UCI-Ranking | UCI-Ranking               | UCI-Ranking            | UCI-Ranking |
| Fahrerin    | Fahrerin                  | Land                   | Punkte      |
| ----------- | ------------------------- | ---------------------- | ----------- |
| 42.         | Maria Giulia Confalonieri | Italien                | 776.33 P.   |
| 57.         | Marta Lach                | Polen                  | 543.33 P.   |
| 113.        | Sandra Alonso             | Spanien                | 284 P.      |
| 146.        | Lisa Brennauer            | Deutschland            | 211 P.      |
| 152.        | Hanna Nilsson             | Schweden               | 203 P.      |
| 160.        | Kathrin Schweinberger     | Österreich             | 191 P.      |
| 255.        | Lara Vieceli              | Italien                | 109.67 P.   |
| 313.        | Lea Lin Teutenberg        | Deutschland            | 83 P.       |
| 330.        | Laura Asencio             | Frankreich             | 79.33 P.    |
| 400.        | Katie Archibald           | Vereinigtes Königreich | 66 P.       |
| 534.        | Martina Fidanza           | Italien                | 44 P.       |
| 730.        | Franziska Brauße          | Deutschland            | 23.67 P.    |
| 746.        | Lana Eberle               | Deutschland            | 22.67 P.    |
| 807.        | Clea Seidel               | Deutschland            | 19.67 P.    |
| 1155.       | Camilla Alessio           | Italien                | 3 P.        |